# 차정국
차정국(1976년 8월 7일 ~)은 롯데 자이언츠의 전 야구 선수다.

## 출신 학교
- 군산상업고등학교
- 경성대학교

## 같이 보기
- 2000년 롯데 자이언츠 시즌